# 榊原陽
榊原 陽（さかきばら よう、1930年 - 2016年5月25日(享年85歳)）は、日本の実業家。
父は経済学者の榊原巌。母は衆議院議員の榊原千代。

## 経歴
福島県生まれ。福島高等学校を卒業。東京神学大学中退。
1962年、父母とテック（東京イングリッシュ・センター）を創業。1963年、東京言語研究所を創立（初代所長は服部四郎）。ロマーン・ヤーコブソンやノーム・チョムスキーら言語学者を招待し、講演、セミナーを行う。 
1966年、谷川雁（山口健二を介して知合っていた）らと株式会社テックの一部門として、ラボ教育センター発足。のち、社長となる。1980年、谷川の退社とほぼ同じく、ラボ教育センターを退社。
1981年言語交流研究所創立に参加。また同年11月、同研究所の実践部門「ヒッポファミリークラブ」を創設。1984年には、研究部門トランスナショナル・カレッジ・オブ・レクスを創設。
ヒッポファミリークラブの活動の前提として、「学生や成人になっても、母語以外の言語を自然習得できる」と主張している。
『人麻呂の暗号』などを刊行した4人の女性の筆名である藤村由加の一人は、榊原の長女である。

## 著書
- 『ことばを歌え！こどもたち』筑摩書房 1985年
- 『ことばを歌え!こどもたち　増補改訂版』筑摩書房 1989年
- 『ことばはボクらの音楽だ！』明治書院　2013年